# Tany Valer Lopera
Tany Arístides Valer Lopera (Sicuani, 20 de junio de 1942) es un profesor, maestro y político peruano. Fue diputado por el departamento del Cuzco durante el periodo 1985-1990 y regidor de la Municipalidad del Cuzco en 1981.

## Biografía
Tany Valer nació en la localidad de Sicuani, ubicada en el departamento del Cuzco, el 20 de junio de 1942. Es hijo de Luis Valer Portocarrero y de Adela Lopera Caballero.
Fue estudiante de la Universidad Nacional de San Antonio Abad del Cusco y se desempeña como profesor. Es presidente de la Comisión por la Reunificación Pacífica e Inteligente de Corea - Perú.

## Trayectoria
Es miembro y cofundador del Partido Comunista del Perú - Patria Roja, fundado en el año 1970. Como miembro del partido, se desempeñó como secretario de Relaciones Internacionales. Actualmente es miembro de la Cámara de Comercio Internacional (CAMINTE).
Como político, participó sin éxito en las elecciones parlamentarias del año 1980 como candidato a la Cámara de Diputados del Congreso de la República por la Unión de Izquierda Revolucionaria, sin embargo, no tuvo éxitos. Luego en ese mismo año, Tany Valer participa en los comicios municipales como candidato a regidor de la ciudad del Cuzco y es elegido como miembro de la Municipalidad provincial del Cusco por las filas de Izquierda Unida, siendo su primer cargo político, para el lapso 1981-1983.
En 1985, Valer postula nuevamente como diputado por Izquierda Unida en las elecciones parlamentarias y finalmente es elegido como diputado por el departamento del Cuzco con 17,148 votos de preferencia, siendo luego juramentado para el periodo parlamentario 1985-1990.
En su gestión como diputado cuzqueño, impulsó junto con el diputado Regulo Mujica Jerí la creación del Instituto de Educación Superior Pedagógico Público “Gregoria Santos” en el Cuzco, que fue aprobada por el Ministerio de Educación del Perú y por el presidente Alan García el 29 de septiembre del año 1989.
Al culminar su gestión como diputado, Tany Valer intentó ser elegido como senador en las elecciones del año 1990, sin embargo, no resultó elegido. En el año 2014 laboró en el Gobierno Regional del Cusco, durante la gestión de Edwin Licona.
En la actualidad, Tany Valer participa de diversas organizaciones izquierdistas junto con políticos y analistas izquierdistas internacionales.